# Holosiiv (huyện)
Holosiiv (tiếng Ukraina: Голосіївський район, chuyển tự: Holosiivs'kyi raion) là một huyện của thủ đô Kiev thuộc Ukraina. Huyện Holosiiv có diện tích 156 km², dân số theo điều tra dân số ngày 5 tháng 12 năm 2001 là 202.993 người với mật độ 1301 người/km². Trung tâm huyện nằm ở ?.